# Elodes ovensensis
Elodes ovensensis is een keversoort uit de familie moerasweekschilden (Scirtidae). De wetenschappelijke naam van de soort werd in 1892 gepubliceerd door Thomas Blackburn.